# Women Love Women
Women Love Women (im Original: If These Walls Could Talk 2) ist ein US-amerikanischer Fernsehfilm aus dem Jahr 2000. Er erzählt die Geschichte dreier weiblicher Paare in unterschiedlichen Dekaden. In den Hauptrollen sind u. a. Vanessa Redgrave, Sharon Stone und Chloë Sevigny zu sehen.
Der Film wurde vom Fernsehsender HBO produziert, Executive Producer war Ellen DeGeneres. Er ist die Fortsetzung des Films Haus der stummen Schreie (Originaltitel: If These Walls Could Talk), in dem es um das Thema Abtreibung ging und Demi Moore und Cher in den Hauptrollen zu sehen waren.

## Handlung

### Segment 1961
1961: Edith und Abby leben schon lange als heimliches Paar zusammen. Als Abby durch einen tragischen Unfall ums Leben kommt, bekommt Edith große Probleme. Auch dem Krankenhauspersonal gegenüber kann sie nicht offenbaren, dass sie ein Liebespaar waren und nur die Verwandten sind berechtigt, Entscheidungen zu treffen. Nicht nur, dass Edith den Verlust ihrer Geliebten verkraften muss, sie verliert auch das gemeinsame Haus mit fast allen Erinnerungsstücken und die gemeinsamen Besitztümer.

### Segment 1972
1972: In dem früheren Haus von Edith und Abby wohnt jetzt eine Wohngemeinschaft von lesbischen Studentinnen. Linda und ihre Freundinnen stehen offen zu ihrer Homosexualität. An der Uni führt dies zu Streitereien, denn sie sollen nicht mehr bei der feministischen Studentinnengruppe mitarbeiten, weil ihre offene Homosexualität auf wenig Gegenliebe stößt.
Linda verliebt sich in die jungenhafte Butch Amy und bekommt dafür die Anfeindungen der anderen Mädchen zu spüren, da diese der Ansicht sind, man solle als Lesbe nicht den tradierten Rollenbildern nacheifern.

### Segment 2000
2000: Fran und Kal sind ein lesbisches Paar im Jahr 2000. Sie leben nun in dem bekannten Haus. Die beiden haben sich dazu entschieden, ein Kind zu bekommen. Allerdings fehlt dazu noch ein geeigneter Samenspender. Sie versuchen es zunächst mit dem schwulen Freundespaar Arnold und Tom. Allerdings gehen hier die Meinungen über die Elternschaft deutlich auseinander, so dass Fran und Kal sich für eine Samenbank entscheiden. Aber auch hier gibt es viel zu bedenken, und es dauert lange, bis sie sich für einen Spender entschieden haben. Mehrere Versuche sind nötig, bis Fran tatsächlich schwanger ist.

## Hintergrund
Die Verbindung zwischen den einzelnen Episoden bildet das Haus, in dem alle Protagonistinnen leben. Dieses Haus war auch schon Dreh- und Angelpunkt in dem ersten Fernsehfilm unter dem Titel If These Walls Could Talk (Deutsch: Haus der stummen Schreie). In der Episode 2000 führte die damalige Lebensgefährtin von Ellen DeGeneres, Anne Heche Regie.
Women Love Women lief mit großem Erfolg unter anderen bei den Lesbisch Schwulen Filmtagen Hamburg.

## Synchronisation
Die deutschen Synchronarbeiten fanden bei der Splendid Synchron in Köln statt. Klaus Terhoeven schrieb das Dialogbuch und führte die Dialogregie.
| Rolle        | Schauspieler      | Synchronsprecher   |
| ------------ | ----------------- | ------------------ |
| Edith Tree   | Vanessa Redgrave  | Karin Buchholz     |
| Abby Hedley  | Marian Seldes     |                    |
| Ted Hedley   | Paul Giamatti     | Matthias Haase     |
| Alice Hedley | Elizabeth Perkins | Frauke Poolman     |
| Linda        | Michelle Williams | Tanja Schmitz      |
| Amy          | Chloë Sevigny     | Sandra Schwittau   |
| Karen        | Nia Long          | Silke Haas         |
| Jeanne       | Natasha Lyonne    | Silke Linderhaus   |
| Diane        | Heather McComb    | Brit Gülland       |
| Michelle     | Amy Carlson       | Susanne Dobrusskin |
| Fran         | Sharon Stone      | Martina Treger     |
| Kal          | Ellen DeGeneres   | Claudia Lehmann    |

## Kritik
„Ein gut gemeinter, aber nicht durchweg gut gemachter Film, von Frauen für Frauen. Immerhin beschert er ein Wiedersehen mit Vanessa Redgrave, die auch im Alter Faszination ausstrahlt, und in der letzten Episode die interessante Paarung Sharon Stone (als werdende Mutter) und Ellen DeGeneres, einem Fernsehstar (‚Ellen‘), der aus seiner lesbischen Neigung nie einen Hehl gemacht hat und seine Bekanntheit nutzte, um lesbische Liebe als freie Entscheidung und Normalität zu demonstrieren.“

## Auszeichnungen
Emmy Awards 2000
- Beste Nebendarstellerin in einer Miniserie/Film: Vanessa Redgrave

Golden Globe Awards 2001
- Beste Darstellerin in einer Nebenrolle (Serie, Miniserie oder Fernsehfilm): Vanessa Redgrave